# Gąsiory (voivodato de Mazovia)
Gąsiory es un pueblo de Polonia, situado en Mazovia.  Forma parte del municipio (gmina) de Żelechów, perteneciente al distrito (powiat) de Garwolin.
Está ubicado aproximadamente a 9 km al oeste de Żelechów, a 14 km al sureste de Garwolin y a 70 km al sureste de Varsovia.
Entre 1975 y 1998 perteneció al voivodato de Siedlce.